# Taras (jméno)
Taras je mužské křestní jméno, rozšířené především na Ukrajině. V České republice se jedná o jméno zcela výjimečné.

## Původ jména
Jméno je odvozeno od názvu původně řeckého města Taras, založeného v 8. století před n. l. (dnes Taranto – česky Tarent – Itálie). Pochází od jména Taras, syna boha Poseidóna a nymfy Satyrion. Patronem je svatý Tarasij (730-806), bývalý konstantinopolský patriarcha.
Podle polského katolického kalendáře má svátek 25. února, podle pravoslavného 10. a 22. března. Od křestního jména Taras je odvozeno příjmení Tarasov.

## Známí nositelé
Taras
- Taras Kuščynskyj (1932-1983), český fotograf
- Taras Hryhorovič Ševčenko (1814-1861), zakladatel moderní ukrajinské literatury.
- Taras Bulba, hrdina stejnojmenné novely Nikolaje Vasiljeviče Gogola
- Taras Anatolievich Povoroznyk, youtuber
- Taras Stanin, beatboxer

Tarasov
- Anatolij Tarasov (1918-1995), sovětský hokejový trenér

## Četnost jména a příjmení Taras v Česku
V roce 2016 bylo v ČR 31 nositelů jména Taras. Četnost příjmení byla 41 Taras, 16 Tarasov a 42 Tarasova nebo Tarasová.